# Sharon Fichmanová

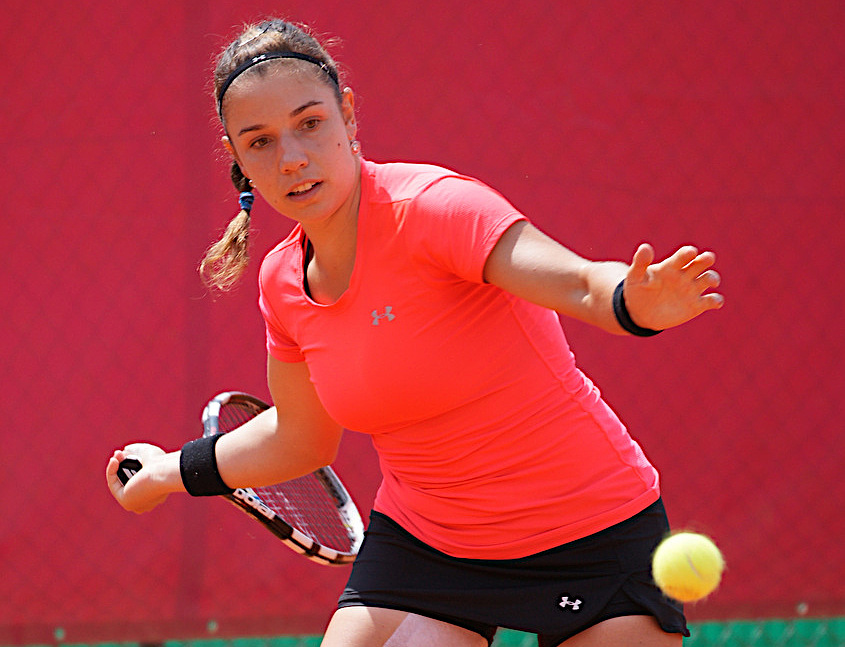
Na turnaji v Cagnes-sur-Mer 2013

Sharon Fichmanová (* 3. prosince 1990 Toronto) je kanadská profesionální tenistka, od roku 2018 deblová specialistka. V juniorské kategorii zvítězila ve čtyřhře na Australian Open 2006 a French Open 2006 v páru s Anastasií Pavljučenkovovou. Ve své dosavadní kariéře na okruhu WTA Tour vyhrála čtyři deblové turnaje. V rámci okruhu ITF získala devět titulů ve dvouhře a dvacet jedna ve čtyřhře. Praktikuje útočný styl tenisu s houževnatým a průbojným pojetím.
Na žebříčku WTA byla ve dvouhře nejvýše klasifikována v květnu 2014 na 77. místě a ve čtyřhře pak v listopadu 2021 na 26. místě. Na juniorském kombinovaném žebříčku ITF byla nejvýše postavená v prosinci 2006 na 5. místě. Trénuje ji Simon Bartram.
Od května 2016 do dubna 2018 přerušila tenisovou kariéru. Na okruh se vrátila pouze ve čtyřhře. Prvním turnajem v obnovené kariéře se stal dubnový Space Coast Pro Tennis Classic 2018 ve floridském Indian Harbour Beach s dotací 60 tisíc dolarů, kde postoupila s Jamie Loebovou do čtvrtfinále.
V kanadském fedcupovém týmu debutovala v roce 2005 základním blokem 1. skupiny americké zóny proti Paraguayi, v němž vyhrála dvouhru nad Madelaine Madelairovou a Kanaďanky zvítězily 3:0 na zápasy. Na historicky prvním postupu družstva do Světové skupiny 2015 se podílela deblovou prohrou po boku Dabrowské v baráži proti Slovensku, kterou hráčky země javorového listu vyhrály 3:1 na zápasy. Do roku 2022 v soutěži nastoupila k dvaceti osmi mezistátním utkáním s bilancí 9–3 ve dvouhře a 15–7 ve čtyřhře.
Kanadu reprezentovala na odložených Letních olympijských hrách 2020 v Tokiu. Do ženské čtyřhry nastoupila s Gabrielou Dabrowskou. V roli sedmých nasazených soutěž opustily v úvodním kole po prohře s Brazilkami Laurou Pigossiovou a Luisou Stefaniovou.
Drží kanadské a izraelské občanství.

## Soukromý život a juniorská kariéra
Narodila se roku 1990 v Torontou, kde také vyrostla. Rodiče Julia a Bobby Fichmanovi emigrovali v roce 1982 z Rumunska do Izraele a následně v revolučním roku 1989 do Kanady. Otec hrál poloprofesionálně tenis a civilním povoláním je jaderný inženýr. Profesí matky je počítačové inženýrství.
Tenis začala hrát v šesti letech, kdy jako mladší žákyně zvítězila v prvním turnaji. Ve třinácti letech figurovala na druhém místě světového žebříčku tenistek kategorie 14letých. V témže věku, v roce 2004, vyhrála singlovou soutěž na kanadském mistrovství 18letých v hale i na otevřených dvorcích, kde si připsala double za deblový triumf s Mélanie Gloriovou.
V sezóně 2006 opanovala s Ruskou Anastasií Pavljučenkovovou juniorskou čtyřhru na Australian Open 2006 a French Open 2006, kde v obou případech dosáhly na trofej. V juniorské dvouhře vypadla na US Open 2006 s Kateřinou Vaňkovou a v deblovém finále se stabilní ruskou spoluhráčkou nestačily na rumunskou dvojici Mihaela Buzărnescuová a Ioana Raluca Olaruová. Z juniorky Canadian Open odešla ze singlu i deblu jako poražena finalistka.
Na střední škole Forest Hill Collegiate Institute maturovala v červenci 2008.

## Tenisová kariéra
Na 17. makabejských hrách 2005 vybojovala jako čtrnáctiletá pro Kanadu tři medaile – zlato ve dvouhře, stříbro ve smíšené čtyřhře a bronz v ženské čtyřhře. V singlovém finále porazila 23letou Američanku Nicole Ptakovou ve dvou setech.
V hlavní soutěži dvouhry Grand Slamu debutovala na US Open 2013 po výhře ve třetím kvalifikačním kole nad Alexandrou Panovovou. V úvodní fázi však nestačila na světovou dvacet dvojku Soranu Cîrsteaovou. O necelý měsíc později si zahrála turnaj kategorie WTA Premier Mandatory China Open 2013, do nějž pronikla po výhrách v kvalifikaci nad Paulou Ormaecheovou a Jaroslavou Švedovovou. V prvním kole však podlehla Kazašce Galině Voskobojevové.

### 2014
Na aucklandském ASB Classic startovala v roli kvalifikantky. V první fázi vrátila porážku čtvrté nasazené Rumunce Soraně Cîrsteaové, což znamenalo její druhé vítězství nad hráčkou elitní světové padesátky. Ve druhém kole skončila na raketě Španělky Garbiñe Muguruzaové. Ve čtyřhře aucklandské události dobyla po boku Američanky Marie Sanchezové premiérový titul na okruhu WTA Tour. Ve druhém kole přehrály nejvýše nasazený pár Andrea Hlaváčková a Lucie Šafářová, aby ve finále zdolaly česko-nizozemskou dvojici Lucie Hradecká a Michaëlla Krajiceková po dramatickém průběhu až v supertiebreaku poměrem míčů 10–4.

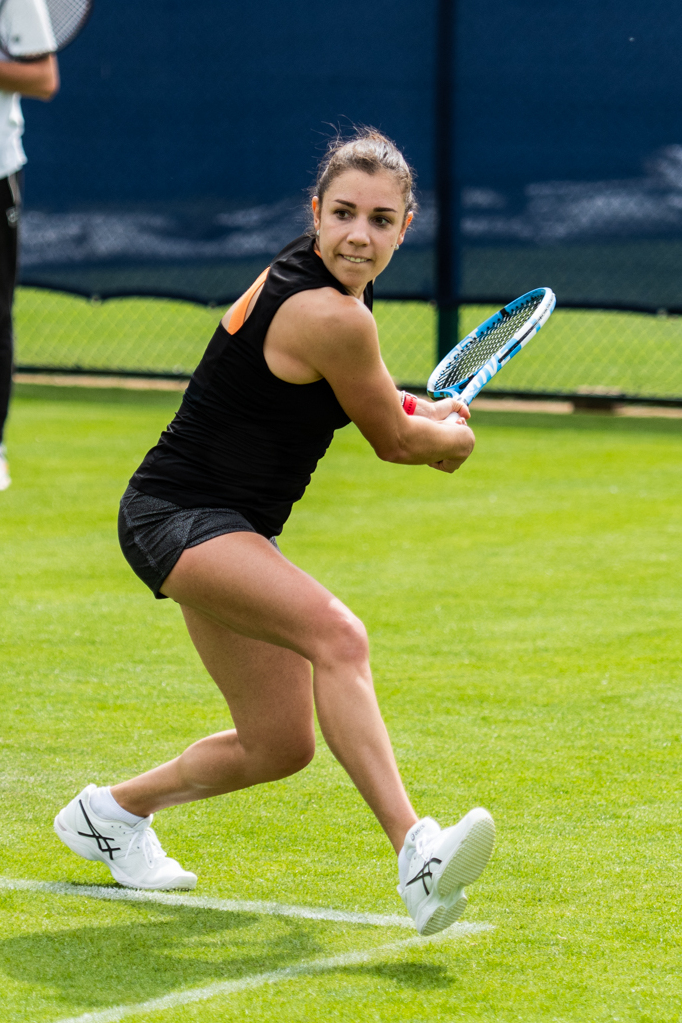
Fichmanová na Nottingham Open 2019

Na únorovém turnaji okruhu ITF s dotací 100 tisíc dolarů Dow Corning Tennis Classic v americkém Midlandu zdolala další hráčku první světové padesátky, když postoupila do semifinále přes 45. ženu klasifikace Urszulu Radwańskou. V něm nenašla recept na Xeniji Pervakovou. V otevíracím zápase Abierto Mexicano Telcel vyřadila 39. tenistku žebříčku Yvonne Meusburgerovou z Rakouska, aby poté ukončila její cestou pavoukem francouzská hráčka Caroline Garciaová. Na Indian Wells Masters přešla přes Izraelku Šachar Pe'erovou, ale ve druhém kole ji zastavila světová desítka Sara Erraniová.
První singlové finále sezóny dosáhla na turnaji ITF Cagnes-sur-Mer s rozpočtem 100 tisíc dolarů, z něhož si odvezla titul v nejkvalitněji obsazeném turnaji své dosavadní kariéry. V semifinále zdolala Kiki Bertensovou a ve finále Švýcarku Timeu Bacsinszkou. Na French Open měla poprvé v kariéře zajištěn přímý start v hlavní soutěži grandslamu. Na úvod však vypadla se světovou sedmičkou Jelenou Jankovićovou po třísetovém průběhu. Na travnatém Wimbledonu ji čerstvou porážku vrátila Bacsinszká. Závěrečný major roku US Open znamenal první start po pauze způsobené operací kolena na konci července. Nepříznivý los proti páté hráče žebříčku Agnieszce Radwańské vyústil k opuštění soutěže v prvním kole.

## Finále na okruhu WTA Tour
| Legenda                                          |
| ------------------------------------------------ |
| D – dvouhra; Č – čtyřhra                         |
| Grand Slam (0)                                   |
| Turnaj mistryň (0)                               |
| Premier Mandatory & Premier 5 / WTA 1000 (1–0 Č) |
| Premier / WTA 500 (0)                            |
| International / WTA 250 (3–4 Č)                  |

### Čtyřhra: 8 (4–4)
| Stav       | č. | datum           | turnaj                | povrch | spoluhráčka           | soupeřky ve finále                                 | výsledek              |
| ---------- | -- | --------------- | --------------------- | ------ | --------------------- | -------------------------------------------------- | --------------------- |
| Finalistka | 1. | 9. května 2009  | Estoril, Portugalsko  | antuka | Katalin Marosiová     | Raquel Kops-Jonesová Abigail Spearsová             | 6–2, 3–6, [5–10]      |
| Finalistka | 2. | 19. února 2011  | Bogotá, Kolumbie      | antuka | Laura Pous Tiová      | Edina Gallovits-Hallová Anabel Medina Garriguesová | 6–2, 6–7(6–8), [9–11] |
| Vítězka    | 1. | 4. ledna 2014   | Auckland, Nový Zéland | tvrdý  | Maria Sanchezová      | Lucie Hradecká Michaëlla Krajiceková               | 2–6, 6–0, [10–4]      |
| Finalistka | 3. | květen 2019     | Norimberk, Německo    | antuka | Nicole Melicharová    | Gabriela Dabrowská Sü I-fan                        | 6–4, 6–7(5–7), [5–10] |
| Vítězka    | 2. | červenec 2019   | Jürmala, Lotyšsko     | antuka | Nina Stojanovićová    | Jeļena Ostapenková Galina Voskobojevová            | 2–6, 7–6(7–1), [10–6] |
| Finalistka | 4. | 1. března 2020  | Acapulco, Mexiko      | tvrdý  | Kateryna Bondarenková | Desirae Krawczyková Giuliana Olmosová              | 3–6, 6–7(5–7)         |
| Vítězka    | 3. | 8. března 2020  | Monterrey, Mexiko     | tvrdý  | Kateryna Bondarenková | Miju Katová Wang Ja-fan                            | 4–6, 6–3, [10–7]      |
| Vítězka    | 4. | 16. května 2021 | Řím, Itálie           | antuka | Giuliana Olmosová     | Kristina Mladenovicová Markéta Vondroušová         | 4–6, 7–5, [10–5]      |

## Finále na okruhu ITF
| Dotace turnajů okruhu ITF | Dotace turnajů okruhu ITF |
| ------------------------- | ------------------------- |
| 100 000 $ tournaments     | 80 000 $ tournaments      |
| 75 000 $ tournaments      | 60 000 $ tournaments      |
| 50 000 $ tournaments      | 25 000 $ tournaments      |
| 15 000 $ tournaments      | 10 000 $ tournaments      |

### Dvouhra: 22 (9–13)
| Stav       | č.  | datum              | turnaj                        | povrch    | soupeřka ve finále       | výsledek           |
| ---------- | --- | ------------------ | ----------------------------- | --------- | ------------------------ | ------------------ |
| Vítězka    | 1.  | 26. listopadu 2005 | Aškelon, Izrael               | tvrdý     | Pemra Özgenová           | 6–1, 6–1           |
| Finalistka | 1.  | 3. prosince 2007   | Ramat ha-Šaron, Izrael        | tvrdý     | Margalita Čachnašviliová | 3–6, 6–7(4–7)      |
| Finalistka | 2.  | 22. července 2007  | Hamilton, Kanada              | antuka    | Stéphanie Duboisová      | 2–6, 2–6           |
| Finalistka | 3.  | 28. července 2007  | Calgary, Kanada               | tvrdý     | Ana Veselinovićová       | 2–6, 1–6           |
| Finalistka | 4.  | 6. července 2008   | Waterloo, Kanada              | antuka    | Alexandra Muellerová     | 3–6, 3–6           |
| Finalistka | 5.  | 18. ledna 2009     | Boca Raton, Spojené státy     | antuka    | Gabriela Pazová-Francová | 4–6, 6–7(4–7)      |
| Vítězka    | 2.  | 25. ledna 2009     | Lutz, Spojené státy           | antuka    | Lauren Albaneseová       | 6–4, 7–6(7–5)      |
| Vítězka    | 3.  | 19. dubna 2009     | Osprey, Spojené státy         | antuka    | Juliana Fedaková         | 4–6, 1–6           |
| Finalistka | 6.  | 13. září 2009      | Biella, Itálie                | antuka    | Petra Martićová          | 5–7, 4–6           |
| Vítězka    | 4.  | 16. ledna 2011     | Plantation, Spojené státy     | antuka    | Alexandra Cadanțuová     | 6–3, 7–6(7–2)      |
| Vítězka    | 5.  | 10. července 2011  | Waterloo, Kanada              | antuka    | Julia Boserupová         | 6–3, 4–6, 6–4      |
| Vítězka    | 6.  | 15. července 2012  | Waterloo, Kanada              | antuka    | Julia Glušková           | 6–3, 6–2           |
| Vítězka    | 7.  | 2. září 2012       | Mamaia, Rumunsko              | antuka    | Patricia Maria Ţigová    | 6–3, 6–7(5–7), 6–3 |
| Finalistka | 7.  | 16. září 2012      | Sofie, Bulharsko              | antuka    | Cristina Mituová         | 4–6, 6–3, 3–6      |
| Finalistka | 8.  | 14. října 2012     | Troy, Spojené státy           | tvrdý     | Stéphanie Duboisová      | 6–3, 4–6, 3–6      |
| Finalistka | 9.  | 21. října 2012     | Rock Hill, Spojené státy      | tvrdý     | Rebecca Marinová         | 6–3, 6–7(5–7), 2–6 |
| Finalistka | 10. | 4. listopadu 2012  | Toronto, Kanada               | tvrdý (h) | Eugenie Bouchardová      | 1–6, 2–6           |
| Vítězka    | 8.  | 20. ledna 2013     | Port St. Lucie, Spojené státy | antuka    | Tadeja Majeričová        | 6–3, 6–2           |
| Finalistka | 11. | 5. května 2013     | Wiesbaden, Německo            | antuka    | Yvonne Meusburgerová     | 7–5, 4–6, 1–6      |
| Finalistka | 12. | 4. srpna 2013      | Vancouver, Kanada             | tvrdý     | Johanna Kontaová         | 4–6, 2–6           |
| Vítězka    | 9.  | 11. května 2014    | Cagnes-sur-Mer, Francie       | antuka    | Timea Bacsinszká         | 6–2, 6–2           |
| Finalistka | 9.  | srpen 2015         | Winnipeg, Kanada              | tvrdý     | Kristie Ahnová           | 2–6, 5–7           |

### Čtyřhra (21 titulů)
| č.  | datum              | turnaj                         | povrch    | spoluhráčka            | soupeřky ve finále                           | výsledek              |
| --- | ------------------ | ------------------------------ | --------- | ---------------------- | -------------------------------------------- | --------------------- |
| 1.  | 11. listopadu 2007 | Toronto, Kanada                | tvrdý (h) | Gabriela Dabrowská     | Maria Fernanda Alvesová Christina Wheelerová | 6–3, 6–0              |
| 2.  | 24. ledna 2009     | Lutz, Spojené státy            | antuka    | Kimberly Coutsová      | Story Tweedie-Yatesová Mashona Washingtonová | 6–4, 7–5              |
| 3.  | 8. listopadu 2009  | Rock Hill, Spojené státy       | tvrdý     | Anna Tatišviliová      | Lauren Albaneseová Jamie Hamptonová          | 7–6(7–5), 4–6, [10–3] |
| 4.  | 15. listopadu 2009 | Phoenix, Spojené státy         | tvrdý     | Mashona Washingtonová  | Marie-Ève Pelletierová Anna Tatišviliová     | 4–6, 6–4, [10–8]      |
| 5.  | 10. července 2010  | Biarritz, Francie              | antuka    | Julia Görgesová        | Lourdes Domínguez Lino Monica Niculescuová   | 7–5, 6–4              |
| 6.  | 24. července 2010  | Pétange, Lucembursko           | antuka    | Monica Niculescuová    | Sophie Lefèvreová Laura Thorpeová            | 6–4, 6–2              |
| 7.  | 6. listopadu 2010  | Toronto, Kanada                | tvrdý (h) | Gabriela Dabrowská     | Brittany Augustineová Alexandra Muellerová   | 6–4, 6–0              |
| 8.  | 9. dubna 2010      | Jackson, Spojené státy         | antuka    | Marie-Ève Pelletierová | Eva Hrdinová Natalie Piquionová              | 7–6(7–1), 7–6(7–3)    |
| 9.  | 1. května 2011     | Charlottesville, Spojené státy | tvrdý     | Marie-Ève Pelletierová | Julie Dittyová Carly Gullicksonová           | 6–3, 6–3              |
| 10. | 15. května 2011    | Raleigh, Spojené státy         | antuka    | Marie-Ève Pelletierová | Beatrice Caprová Asia Muhammadová            | 6–1, 6–3              |
| 11. | 16. července 2011  | Granby, Kanada                 | tvrdý     | Sun Šeng-nan           | Viktorija Kisjalevová Nathália Rossiová      | 6–4, 6–2              |
| 12. | 14. července 2012  | Waterloo, Kanada               | antuka    | Marie-Ève Pelletierová | Šúko Aojamová Gabriela Dabrowská             | 6–2, 7–5              |
| 13. | 21. července 2012  | Granby, Kanada                 | tvrdý     | Marie-Ève Pelletierová | Šúko Aojamová Miki Mijamurová                | 4–6, 7–5, [10–4]      |
| 14. | 4. května 2013     | Wiesbaden, Německo             | antuka    | Gabriela Dabrowská     | Dinah Pfizenmaierová Anna Zajová             | 6–3, 6–3              |
| 15. | 6. července 2013   | Waterloo, Kanada               | antuka    | Gabriela Dabrowská     | Misa Egučiová Eri Hozumiová                  | 7–6(8–6), 6–3         |
| 16. | 3. srpna 2013      | Vancouver, Kanada              | tvrdý     | Maryna Zanevská        | Jacqueline Caková Natalie Pluskotová         | 6–2, 6–2              |
| 17. | 12. října 2014     | Rock Hill, Spojené státy       | tvrdý     | Cindy Burgerová        | Despina Papamichailová Janina Toljanová      | 4–6, 6–1, [10–6]      |
| 18. | srpen 2015         | Winnipeg, Kanada               | tvrdý     | Jovana Jakšićová       | Kristie Ahnová Lorraine Guillermová          | 6–2, 6–1              |
| 19. | říjen 2015         | Toronto, Kanada                | tvrdý (h) | Maria Sanchezová       | Kristie Ahnová Fanny Stollárová              | 6–2, 6–7(6–8), [10–6] |
| 20. | srpen 2016         | Jackson, Spojené státy         | antuka    | Jarmila Wolfeová       | Yuki Kristina Chiang Lauren Herringová       | 6–2, 6–3              |
| 21. | říjen 2018         | Toronto, Kanada                | tvrdý (h) | Maria Sanchezová       | Maja Chwalińská Elica Kostovová              | 6–0, 6–4              |

## Finále na juniorce Grand Slamu

### Čtyřhra juniorek: 3 (2–1)
| Stav       | č. | rok  | turnaj          | povrch | spoluhráčka                | soupeřky ve finále                          | výsledek           |
| ---------- | -- | ---- | --------------- | ------ | -------------------------- | ------------------------------------------- | ------------------ |
| Vítězka    | 1. | 2006 | Australian Open | tvrdý  | Anastasija Pavljučenkovová | Corinna Dentoniová Alizé Cornetová          | 6–2, 6–2           |
| Vítězka    | 2. | 2006 | French Open     | antuka | Anastasija Pavljučenkovová | Caroline Wozniacká Agnieszka Radwańská      | 6–7(4–7), 6–2, 6–1 |
| Finalistka | 1. | 2006 | US Open         | tvrdý  | Anastasija Pavljučenkovová | Ioana Raluca Olaruová Mihaela Buzărnescuová | 5–7, 2–6           |

## Postavení na konečném žebříčku WTA

### Dvouhra
| Rok    | 2006 | 2007   | 2008   | 2009   | 2010   | 2011   | 2012   | 2013   | 2014   | 2015   | 2016   | 2017–2020 |
| Pořadí | 371. | ▼ 430. | ▲ 301. | ▲ 132. | ▼ 222. | ▲ 166. | ▲ 165. | ▼ 106. | ▼ 129. | ▼ 368. | ▼ 618. | —         |

### Čtyřhra
| Rok    | 2006 | 2007   | 2008   | 2009  | 2010  | 2011  | 2012   | 2013  | 2014  | 2015   | 2016   | 2017 | 2018   | 2019  | 2020  |
| Pořadí | 539. | ▲ 505. | ▲ 343. | ▲ 99. | ▲ 98. | ▼ 99. | ▼ 148. | ▲ 82. | ▬ 82. | ▼ 135. | ▼ 480. | –    | ▲ 396. | ▲ 88. | ▲ 56. |